# Aluminiumnatriumdioxid
Aluminiumnatriumdioxid oder auch Natriummetaaluminat ist eine chemische Verbindung mit der Verhältnisformel NaAlO2 aus der Gruppe der Metalloxide, Natriumverbindungen und Aluminiumverbindungen, genauer der Natriumaluminate. 

## Gewinnung und Darstellung
Natriumaluminate allgemein entstehen bei Einwirkung von Natronlauge auf Aluminiumsalze, wobei die Natronlauge im Überschuss eingesetzt wird und eine Natriumaluminat-Lösung entsteht.
{\displaystyle \mathrm {2\ Al+2\ NaOH+2\ H_{2}O\longrightarrow } } {\displaystyle \mathrm {2\ NaAlO_{2}+3\ H_{2}} }

## Eigenschaften
Es kristallisiert in einer orthorhombischen Struktur mit der Raumgruppe Pna21 (Raumgruppen-Nr. 33), die aus eckenverknüpften AlO4-Tetraedern besteht. Die Na+-Ionen sind ebenfalls tetraedrisch von O2−-Ionen umgeben.

## Verwendung
Aluminiumnatriumdioxid findet als Flockungsmittel in der Abwasserklärung, als Bauchemikalie (Schnellhärter für Beton) und zur Herstellung von Lacken und Seifen Verwendung. Von weitaus höherer technischer Bedeutung ist die Natriumaluminat-Lösung.